# Joanna Kiliszek
Joanna Kiliszek (ur. 15 września 1964 w Warszawie) – doktor sztuki, polska menedżer kultury, kuratorka wystaw, była dyrektor Instytutu Polskiego w Lipsku i Berlinie, wicedyrektor Instytutu Adama Mickiewicza.  

## Życiorys
W latach 1985–1987 prowadziła Galerię Wieża (przy kościele Św. Anny) w Warszawie, a następnie do 1991 r. wraz z Andrzejem Rosołkiem Galerię Dziekanka, niezależne miejsce prezentacji polskiej i zagranicznej sztuki współczesnej, gdzie wystawiał między innymi Mirosław Bałka. Publikowała teksty w Gazecie Wyborczej, „Rzeczpospolitej”, Art&Business oraz niemieckim magazynie Focus.
W latach 1996–2001 pełniła funkcję dyrektora Instytutu Polskiego w Lipsku, a następnie do roku 2006 dyrektora Instytutu Polskiego w Berlinie. Od 2008 do 2014 pełniła funkcję wicedyrektorki Instytutu Adama Mickiewicza.
W 2011 r. była kuratorką wystawy malarstwa Neo Raucha w warszawskiej Zachęcie. W latach 2010–2011 z ramienia MKiDN była jednym z jurorów wybierających Europejską Stolicę Kultury w Polsce w roku 2016. W 2013 r. zasiadała w jury konkursu na projekt kuratorski na 55. Międzynarodową Wystawię Sztuki w Wenecji. Jest członkiem sekcji polskiej Międzynarodowego Stowarzyszenia Krytyków Sztuki (AICA) oraz Obywatelskiego Forum Sztuki Współczesnej. Jest członkiem Polsko-Litewskiego Forum Dialogu i Współpracy. 
W latach 2016–2019 była doktorantką europejskiego stypendium im. Marii Curie-Skłodowskiej u prof. Iwony Szmelter w Międzykatedralnej Pracowni „Novum” Ochrony i Konserwacji Sztuki Nowoczesnej i Współczesnej na Wydziale Konserwacji i Restauracji Dzieł Sztuki ASP w Warszawie w ramach NACCA (New Approaches in the Conservation of Contemporary Art). W 2019 obroniła pracę doktorską pt. "Wartości i wartościowanie nowoczesnej i współczesnej wizualnej sztuki. Rola praktyki refleksyjnej – kolekcja Muzeum Sztuki w Łodzi 1931-2018" W latach 2021–2022 byłą współkuratorką polsko-niemiecko-izraelskiej wystawy City Limits w Centrum Rzeźby Polskiej w Orońsku i w Kunsthalle w Düsseldorfie

## Życie prywatne
Jej ojcem był Ryszard Kiliszek, żołnierz Armii Krajowej i powstaniec warszawski.